# 浅野誠 (精神科医)
浅野 誠（あさの まこと、本名：遠山高史、1946年12月5日 - )は、日本の精神科医。作家で画家。

## 略歴
新潟県上越市出身。
出生後、間もなく東京・上野に移り住む。。千葉大学医学部卒。大学時代は文学部・演劇部・美術クラブに所属し、小説「講堂」で千葉文学賞受賞。演劇部でも脚本を担当。
千葉大研修医を経て、1977年、医療法人博道会館山病院精神科長、1984年茂原保健所長、1985年千葉県精神科医療センター診療部長、センター長となる。24時間対応の精神科救急の仕組みづくりに尽力してきたことが認められ「医療功労賞」を受賞。2014年、桜並木心療医院院長。

## 著書
- 『ビジネスマンの精神病棟』JICC出版局 1990 のちちくま文庫
- 『微かなる響きを聞く者たち 分裂病の少女、その愛と死のバラード』宝島社 1993
- 『医者がすすめる不養生』遠山高史 新潮社 1997
- 『「精神が病む」ということ 不安な時代を生きるための10章』大和書房 1999
- 『素朴に生きる人が残る』遠山高史 主婦の友社 2002

### 編著
- 『精神科臨床ベストアドヴァイス マニュアルからは得られない現場の技術のすべて』編 診断と治療社 2010